# One Step Beyond... (singolo)
One Step Beyond... è una canzone scritta dal cantante ska giamaicano Prince Buster come lato B del singolo Al Capone, pubblicato nel 1964. Fu resa famosa dal gruppo britannico Madness, che ne incluse una propria versione nell'omonimo album di debutto (One Step Beyond..., 1979).
La versione dei Madness fu incisa su Q Disc anche per i mercati di altri paesi in varie lingue, tra cui lo spagnolo (Un paso adelante) e l'italiano (Un passo avanti). La versione in italiano, eseguita all'apertura dei concerti in Italia durante il loro tour del 1980, è stata ripresa dal gruppo italiano Statuto.

## Tracce (singolo dei Madness)

### 7"
1. One Step Beyond - 2:17 (Campbell)
2. Mistakes - 2:39 (Hasler/Barson)

### 12"
1. One Step Beyond - 2:17 (Campbell)
2. Mistakes - 2:39 (Hasler/Barson)
3. Nutty Theme - 2:10 (McPherson/Thompson)